# All the Small Things
"All the Small Things" is een nummer van de Amerikaanse band blink-182. Het nummer verscheen op hun album Enema of the State uit 1999. Op 18 januari 2000 werd het nummer uitgebracht als de tweede single van het album.

## Achtergrond
"All the Small Things" is voornamelijk geschreven door zanger en gitarist Tom DeLonge in samenwerking met basgitarist Mark Hoppus. Het was een van de laatste nummers van het album dat werd geschreven. DeLonge vond dat het album nog een nummer nodig had dat catchy en simpel was: "Ik weet nog dat ik dacht, 'het label zal wel een nummer voor op de radio willen, dus hier is er een'. Het was vanaf het begin duidelijk dat het zou passen bij dat format." Hij schreef het nummer over zijn vriendin Jennifer Jenkins, met wie hij later zou trouwen. In de regel "She left me roses by the stairs, surprises let me know she cares" (Ze liet rozen voor mij achter bij de trap, verrassingen laten mij weten dat ze om me geeft) verwijst DeLonge naar een gebeurtenis waarbij Jenkins daadwerkelijk rozen achterliet bij de trap nadat hij laat thuiskwam na een opnamesessie. Hij wilde al lange tijd een nummer schrijven waarin "na na na" veel herhaald wordt als een ode aan de Ramones. In een interview vertelde hij: "Het was een van de laatste nummers die we opnamen, aangezien het niet leuk was om te spelen omdat het zo simpel was. Maar toen we alles samenvoegden als een band keken we naar elkaar en zeiden, 'Dit nummer is geweldig!'."
"All the Small Things" werd een nummer 1-hit in de Amerikaanse Modern Rock Tracks-lijst en behaalde de zesde plaats in de Billboard Hot 100. In andere landen werd het ook een groot succes; in het Verenigd Koninkrijk werd met een tweede plaats wereldwijd de hoogste notering behaald. In Nederland kwam het tot plaats 21 in de Top 40 en plaats 39 in de Mega Top 100, terwijl in Vlaanderen de vijftiende positie in de Ultratop 50 werd behaald.
In de videoclip van het nummer, geregisseerd door Marcos Siega, parodieert de band videoclips van boybands als de Backstreet Boys, 98 Degrees en *NSYNC en popvideos als "Sometimes" van Britney Spears en "Genie in a Bottle" van Christina Aguilera. De clip werd in augustus 1999 opgenomen op het Van Nuys Airport en het Santa Monica State Beach en was de meest succesvolle video van het album. Regisseur Siega dacht dat de video niet goed zou vallen bij vaste kijkers van MTV en fans van boybands: "Ik was nogal verrast dat het zo goed ging. Ik denk dat we het omgekeerde effect kregen. Op een of andere manier denk ik dat die video Blink neerzette op het niveau van die andere bands. We namen ze op de hak, maar het veranderde nogal [in datgene wat we op de hak namen]." Tijdens de MTV Video Music Awards van 2000 won de clip de award in de categorie "Best Group Video".
"All the Small Things" is gecoverd door onder meer Alvin and the Chipmunks voor hun album Undeniable uit 2008 en Jedward op hun album Planet Jedward uit 2010. Daarnaast is het nummer gebruikt in de films Charlie's Angels (2000), Clockstoppers (2002) en Alvin and the Chipmunks (2007) en in de televisieseries Buffy the Vampire Slayer, Boston Legal, The Simpsons en Family Guy.

## Hitnoteringen

### Nederlandse Top 40
| Hitnotering: 18-03-2000 t/m 06-05-2000 | Hitnotering: 18-03-2000 t/m 06-05-2000 | Hitnotering: 18-03-2000 t/m 06-05-2000 | Hitnotering: 18-03-2000 t/m 06-05-2000 | Hitnotering: 18-03-2000 t/m 06-05-2000 | Hitnotering: 18-03-2000 t/m 06-05-2000 | Hitnotering: 18-03-2000 t/m 06-05-2000 | Hitnotering: 18-03-2000 t/m 06-05-2000 | Hitnotering: 18-03-2000 t/m 06-05-2000 | Hitnotering: 18-03-2000 t/m 06-05-2000 |
| Week                                   | 1                                      | 2                                      | 3                                      | 4                                      | 5                                      | 6                                      | 7                                      | 8                                      |                                        |
| -------------------------------------- | -------------------------------------- | -------------------------------------- | -------------------------------------- | -------------------------------------- | -------------------------------------- | -------------------------------------- | -------------------------------------- | -------------------------------------- | -------------------------------------- |
| Positie                                | 24                                     | 21                                     | 23                                     | 22                                     | 25                                     | 28                                     | 29                                     | 35                                     | uit                                    |

### Mega Top 100
| Hitnotering: 04-03-2000 t/m 20-05-2000 | Hitnotering: 04-03-2000 t/m 20-05-2000 | Hitnotering: 04-03-2000 t/m 20-05-2000 | Hitnotering: 04-03-2000 t/m 20-05-2000 | Hitnotering: 04-03-2000 t/m 20-05-2000 | Hitnotering: 04-03-2000 t/m 20-05-2000 | Hitnotering: 04-03-2000 t/m 20-05-2000 | Hitnotering: 04-03-2000 t/m 20-05-2000 | Hitnotering: 04-03-2000 t/m 20-05-2000 | Hitnotering: 04-03-2000 t/m 20-05-2000 | Hitnotering: 04-03-2000 t/m 20-05-2000 | Hitnotering: 04-03-2000 t/m 20-05-2000 | Hitnotering: 04-03-2000 t/m 20-05-2000 | Hitnotering: 04-03-2000 t/m 20-05-2000 |
| Week                                   | 1                                      | 2                                      | 3                                      | 4                                      | 5                                      | 6                                      | 7                                      | 8                                      | 9                                      | 10                                     | 11                                     | 12                                     |                                        |
| -------------------------------------- | -------------------------------------- | -------------------------------------- | -------------------------------------- | -------------------------------------- | -------------------------------------- | -------------------------------------- | -------------------------------------- | -------------------------------------- | -------------------------------------- | -------------------------------------- | -------------------------------------- | -------------------------------------- | -------------------------------------- |
| Positie                                | 83                                     | 52                                     | 47                                     | 45                                     | 44                                     | 45                                     | 41                                     | 42                                     | 39                                     | 44                                     | 55                                     | 80                                     | uit                                    |

### NPO Radio 2 Top 2000
| Nummer met noteringen in de NPO Radio 2 Top 2000 | '15  | '16  | '17  | '18  | '19  | '20  | '21  | '22  | '23  | '24  |
| ------------------------------------------------ | ---- | ---- | ---- | ---- | ---- | ---- | ---- | ---- | ---- | ---- |
| All the Small Things                             | 1259 | 1107 | 1383 | 1253 | 1398 | 1366 | 1327 | 1390 | 1320 | 1306 |

1. ↑  Een vetgedrukt getal geeft de hoogste notering aan.
2. ↑  2015 was het eerste jaar met een notering voor dit nummer.